# Garschager Heide
Die Garschager Heide ist überwiegend ein von landwirtschaftlichen Nutzflächen geprägtes Naherholungsgebiet im Remscheider Stadtteil Lüttringhausen an der Stadtgrenze zu Wuppertal.

## Lage und Geografie

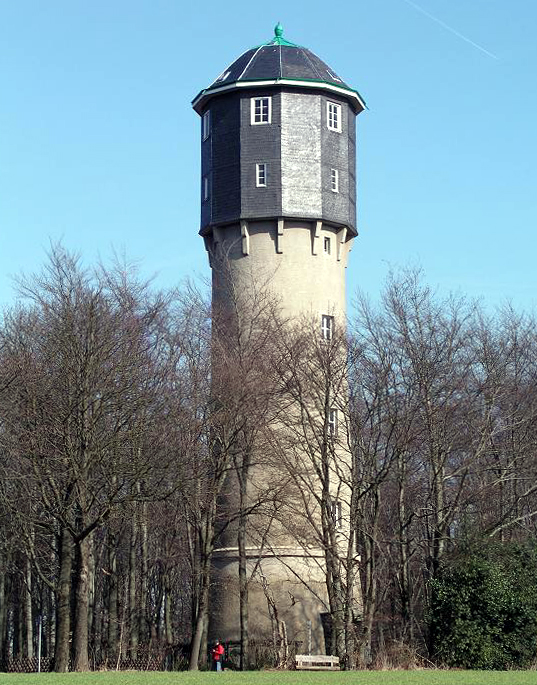
Der Lüttringhauser Wasserturm am Rande der Garschager Heide

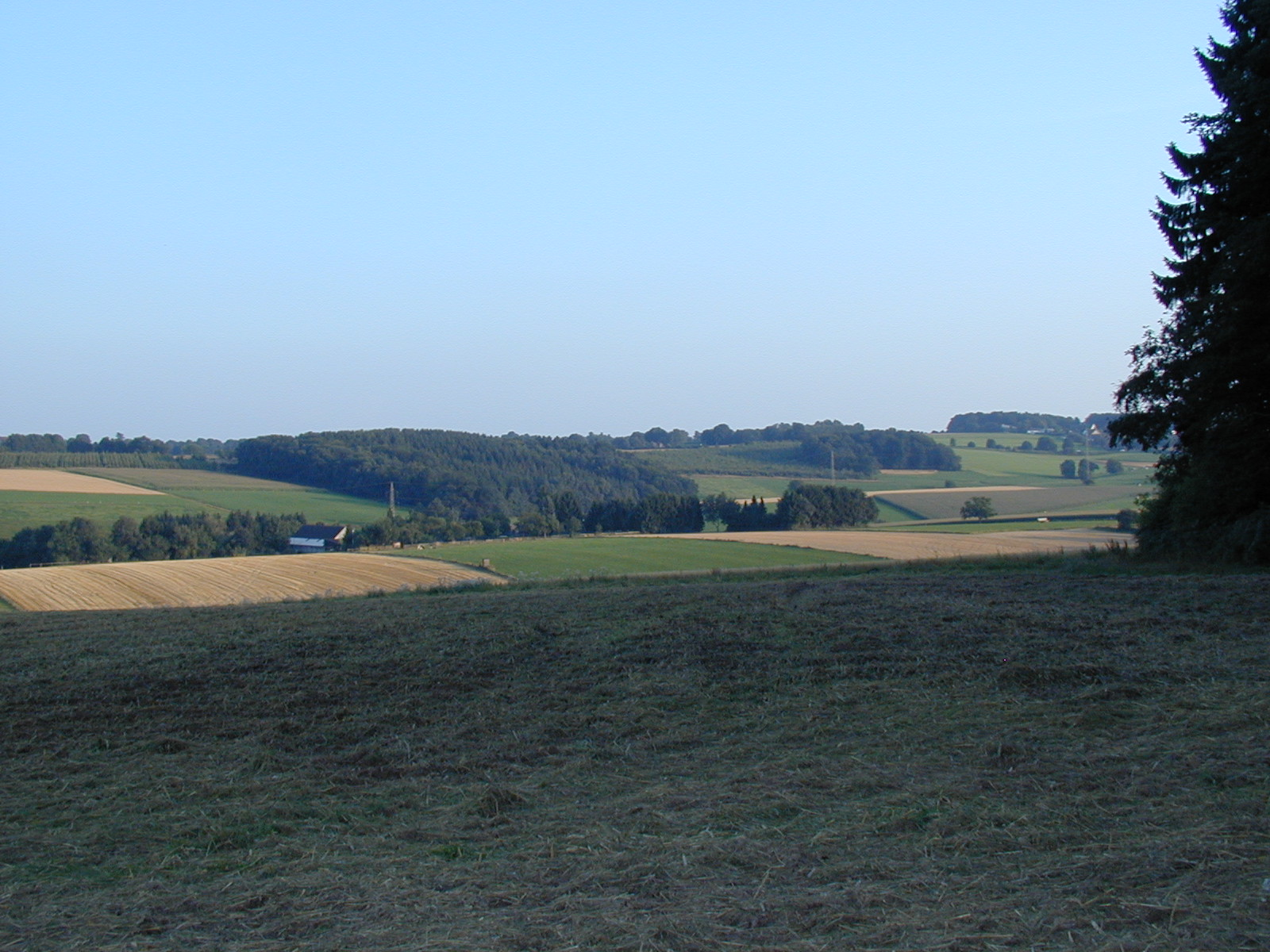
Blick über die Garschager Heide

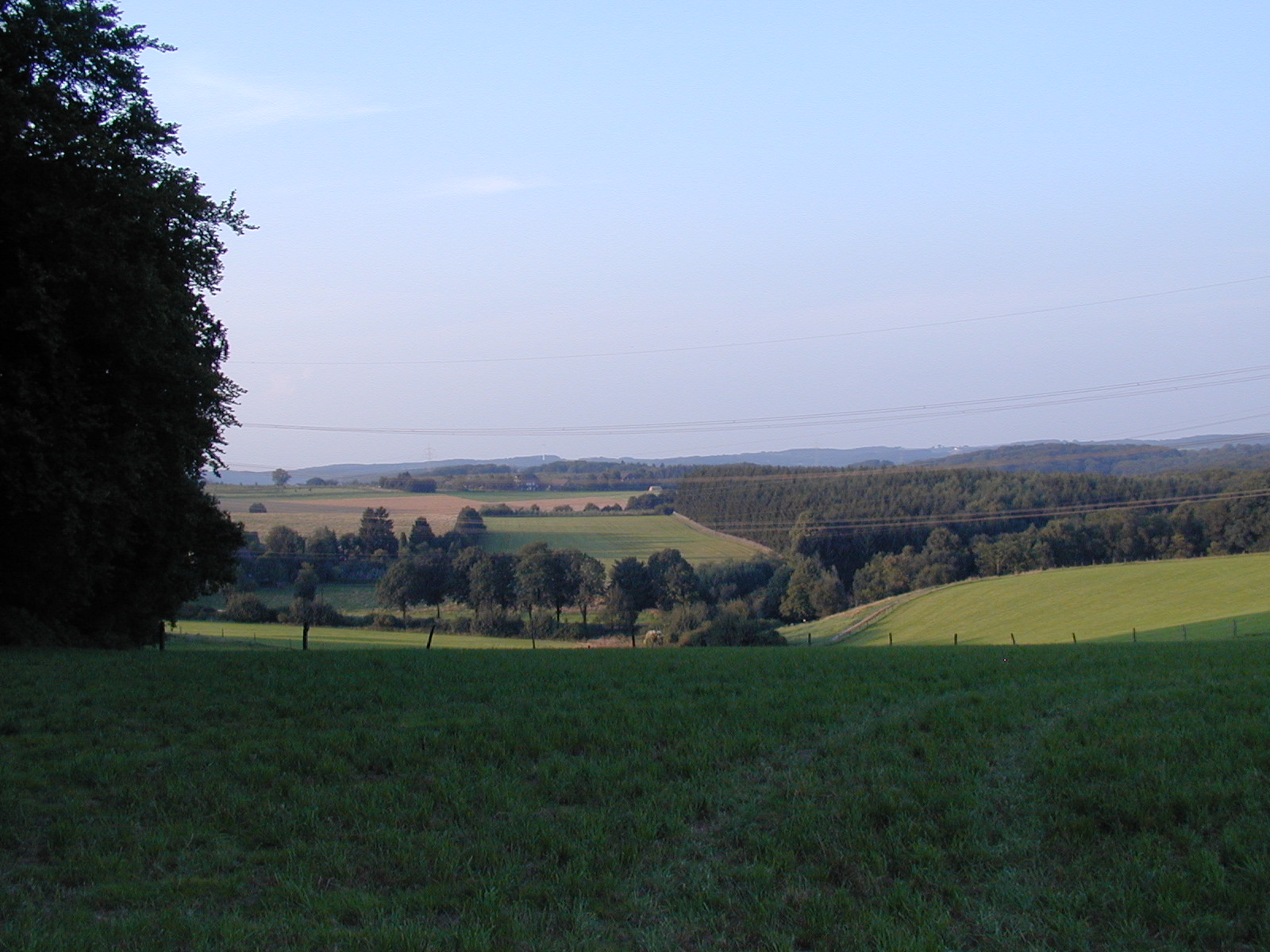
Blick über Olpe in Richtung Windgassen

Das Naherholungsgebiet im Osten Lüttringhausens, das anders, als der Name schließen lässt, größtenteils keine Heidelandschaft ist, wird im Westen von der Bahnstrecke Wuppertal-Oberbarmen–Opladen, im Süden von der Landesstraße 58 (ehemals Bundesstraße 51), im Südosten und Osten von der Landesstraße 411 und im Norden von der Landesstraße 81 begrenzt. Den Norden und den Osten der Garschager Heide dominieren kleinere Waldgebiete. Mitten durch das Erholungsgebiet verläuft die Stadtgrenze zwischen Remscheid und Wuppertal.
Die Bundesautobahn 1 teilt die Garschager Heide ebenfalls in zwei Teile. Die kleinere westliche Fläche bei Lüttringhausen wird zu großen Teilen von dem Quellbereich und dem Oberlauf des Marscheider Bachs eingenommen und ist als Naturschutzgebiet Oberlauf Marscheider Bachtal unter Schutz gestellt. Ein kleiner Teil des Areals wird von einer Lüttringhauser Ortslage mit Wohn- und kleineren Gewerbegebäuden an der Ritterstraße eingenommen, an deren Rand auch der alte Lüttringhauser Wasserturm steht, der zu einem Wohnturm umgebaut wurde.
In dem größeren östlichen Teil liegen die drei Hofschaften Obergarschagen, Mittelgarschagen und Untergarschagen, die dem Gebiet ihren Namen gaben. Weitere Wohnplätze sind Schreverheide, Garnixhäuschen und Grunewald. Der Herbringhauser Bach und dessen Nebengewässer Garschagener Bach entspringen im Südosten des Areals, durchfließen in ihren Oberläufen die Garschager Heide und münden in der Vorsperre Kreuzmühle der nahen Herbringhauser Talsperre. Die Olper Höhe in Norden ist ein beliebter Ausgangspunkt für Spaziergänge in dem Naherholungsgebiet.

## Geschichte
Garschagen war im Spätmittelalter eine eigene bergische Honschaft im Amt Beyenburg, der die Höfe der Umgebung unterstanden. Am Herbringhauser Bach stand seit der Neuzeit in Höhe der Stauwurzel der Vorsperre Kreuzmühle die gleichnamige, 1597 erstmals erwähnte Kreuzmühle. Sie brannte im Jahr 1955 ab und wurde anschließend abgetragen.